# Порядок наследования ангальтского престола

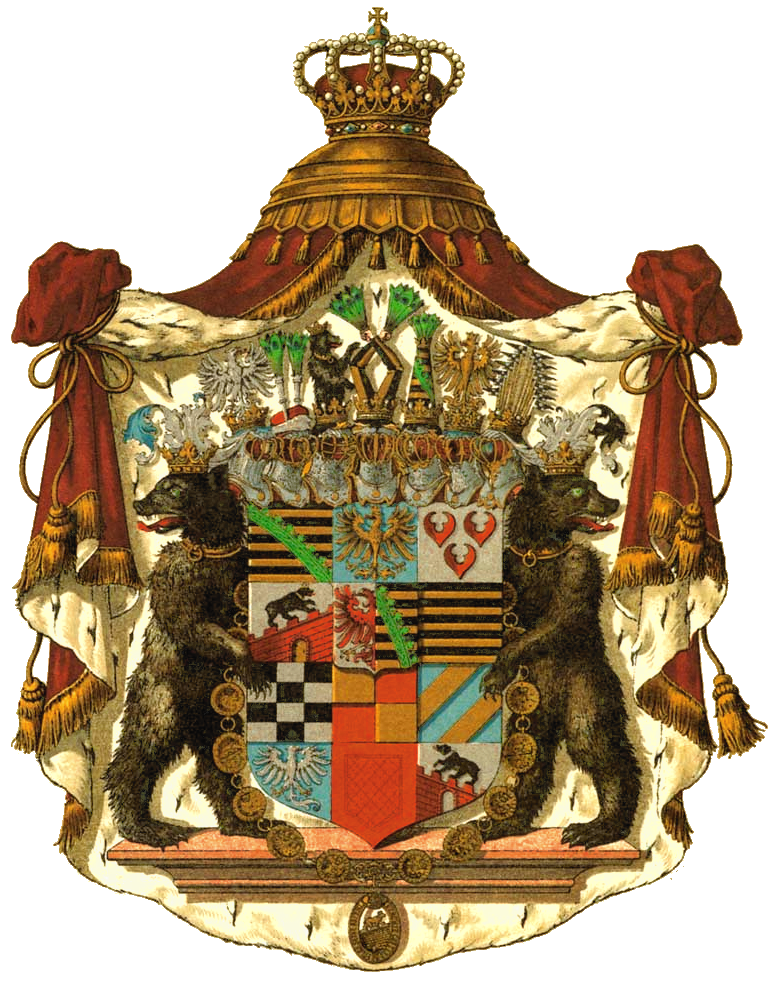
Герб Ангальтского герцогства

Герцогство Ангальт было упразднено в 1918 году во Ноябрьской революции в Германии после поражения центральных держав в Первой Мировой войне. Первоначально порядок наследования герцогского престола был полусалический. Женщины допускались к наследованию лишь по совершенном прекращении всех потомков мужского пола данной династии . В настоящее время претендентом на герцогский престол и главой Ангальтского дома является Эдуард, принц Ангальтский (род. 1941), младший сын Иоахима Эрнеста (1901—1947), последнего правящего герцога Ангальтского в 1918 году. Герцог Эдуард Ангальтский — последний оставшийся в живых мужской представитель немецкой династии Асканиев. После его смерти прямая мужская линия Асканийского дома прервется. В 2010 году Эдуард отменил полусалический порядок престолонаследия и ввел абсолютную примогенитуру, признав своей наследницей старшую дочь Юлию Катарину.

## Текущая линия престолонаследия
- Эдуард, герцог Ангальтский (1861—1918)
  -  Иоахим Эрнст, герцог Ангальтский (1901—1947)
    - Фридрих, наследный герцог Ангальта (1938—1963)
    - Эдуард, принц Ангальтский (род. 1941)
      - (1) Принцесса Юлия Катарина (род. 1980)
        -  (2) Юлиус Максим (род. 2010)

      - (3) Принцесса Юлия Эйлика (род. 1985)
      - (4) Принцесса Юлия Фелиситас (род. 1993)

  - Принц Евгений (1903—1980)
    - (5) Анастасия, маркграфиня Мейсенская (род. 1940)

## Порядок наследования в ноябре 1918 года
- Фридрих I, герцог Ангальтский (1831—1904)
  -  Фридрих II, герцог Ангальтский (1856—1918)
  -  Эдуард, герцог Ангальтский (1861—1918)
    -  Иоахим Эрнст, герцог Ангальтский (род. 1901)
    - (1) Принц Евгений Фредерик (род. 1903)
    - (2) Принц Вольфганг Альбрехт (род. 1912)

  - (3) Принц Ариберт Иосиф Ангальтский (род. 1866)